# Liste von Fachbegriffen der Rassegeflügelzucht
Fachausdrücke der Rassegeflügelzucht sind für den Laien oft unverständlich oder missverständlich. Sie erleichtern aber die Kommunikation unter Fachleuten und Züchtern. 

## A

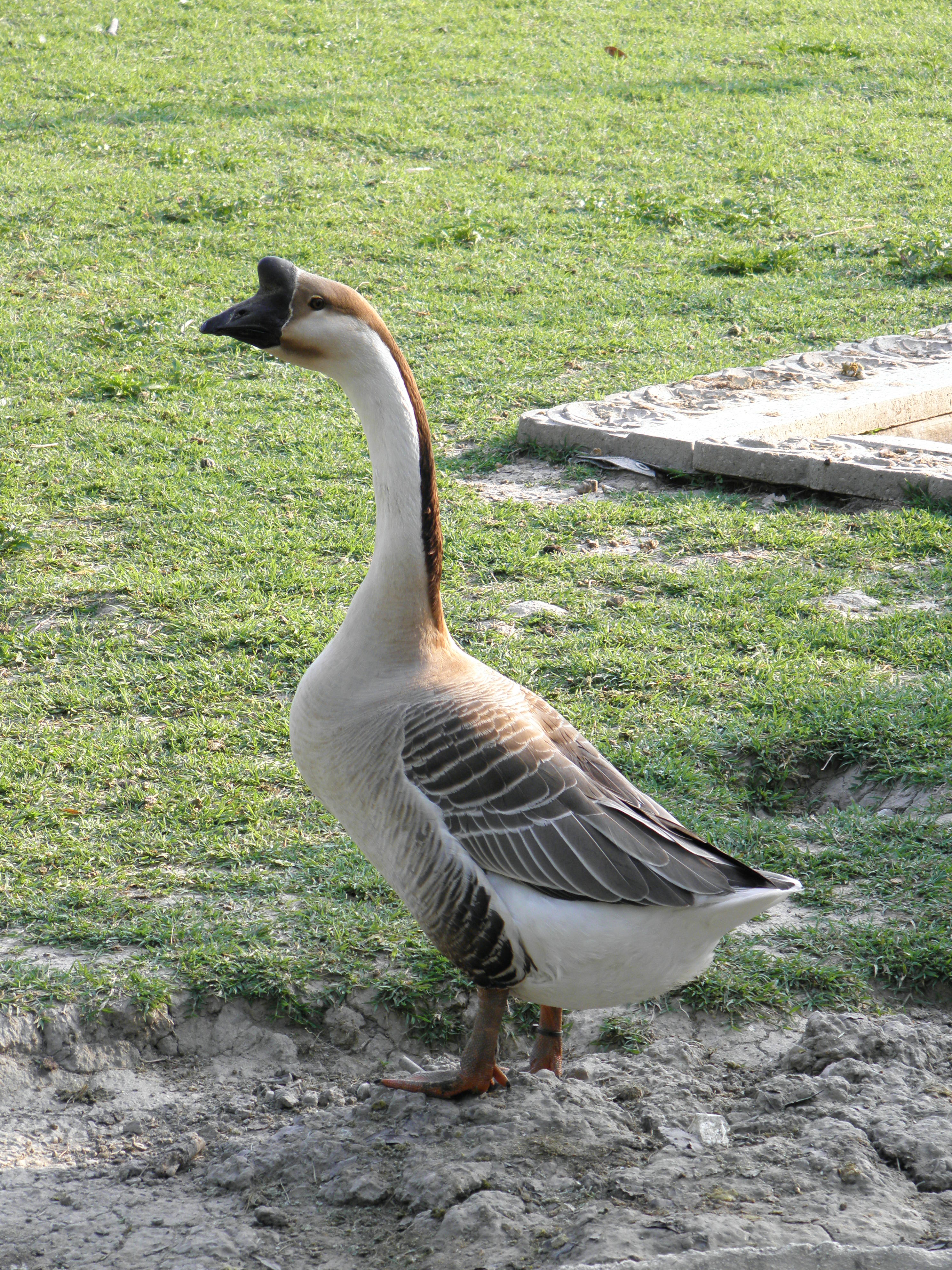
Höckergans mit „Aalstrich“

Aalstrich: Dunkelbrauner, klar abgesetzter Streifen vom Kopf über den Hinterhals bis zu den Schultern; Zeichnungsmerkmal bei Höckergänsen.
Adel: Bezeichnung für Formvollendung bei Rassetieren. 
Anflug: Nicht gewünschte Farbüberlagerung auf Federn, Schnabel oder an den Läufen. 
Armschwingen: Schwingen zweiter Ordnung, die beim zusammengelegten Flügel fast allein sichtbar sind und bei abweichender Färbung das Flügeldreieck bilden. 
Augenfarbe: Sie wird durch die Farbe der Regenbogenhaut (Iris) bestimmt. 
Augenrand: Hautrand, der das Auge umschließt. 
Augenring: Hautrand, der das Auge umschließt. 
Augenstrich: Der vom Schnabel über das Auge gehende helle Strich bei wildfarbigen und blaugelben Enten. 
Augenwulst: Stark hervortretende Augenbrauen, als besonderes Rassemerkmal in den Standards beschrieben. 
Außenfahne: Die äußere sichtbare Seite der Federfahne in den Schwingen. 
Außengefieder: Die vorderen, sichtbaren Teile der Federn. 
Axialfeder: Schmale, kürzere Verbindungsfeder zwischen den Hand- und Armschwingen. Fehlen der Axialfeder ist eine Flügellücke und ein Ausschlussfehler. 

## B
Backen: Ausgeprägte seitliche Gesichtswölbung, z. B. ein Rassemerkmal bei den Zwergenten. 
Backenbart: Der seitwärts gerichtete Teil des Bartes. 
Bänderung:

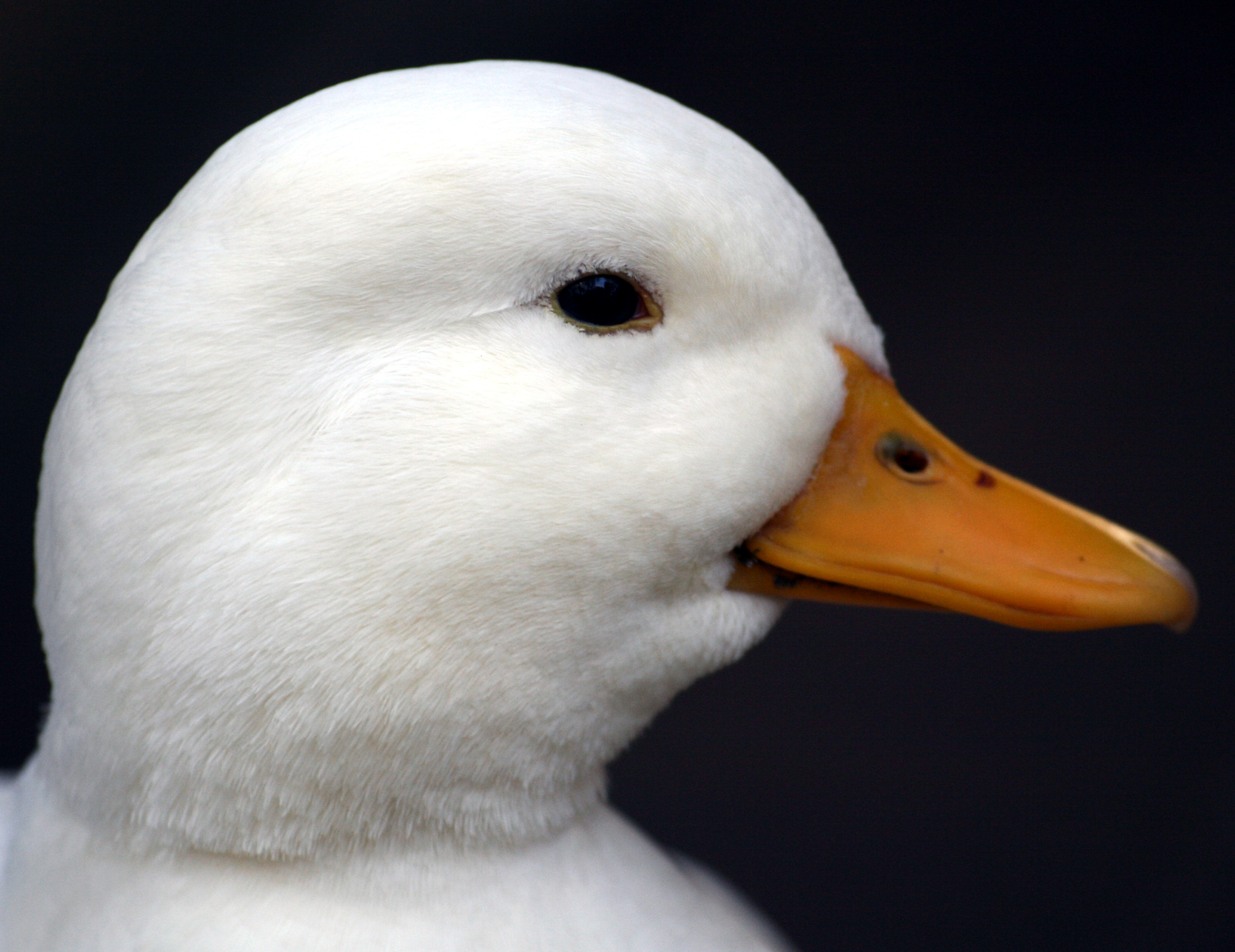
„Backe“ einer Zwergente

1. Andersfarbige, mehrfache, der Federform folgende Bänderzeichnung bei Tieren der Farbenschläge „rebhuhnfarbig-gebändert“ oder „braun-gebändert“.
2. Quer über die Feder verlaufende, möglichst gleichmäßige Sprenkelzeichnung. (= Hamburger Sprenkelzeichnung)

Ballengeschwulst: Erkrankung des Fußballens. Tier bleibt bei Beeinträchtigung in seiner Beweglichkeit ohne Bewertungsnote (o. B.).
Balzbüschel: Aufgestellte Schulterfedern beim Puter unmittelbar nach dem Balzen, die sich im abgeregten Zustand wieder glatt anlegen. 
Bart: Befiederung des unteren Gesichtes und der Kehle (bei manchen Rassen gegliedert in Backen- und Kinnbart), wobei die Kehllappen verdeckt sind oder fehlen und im Nacken und Hals das Gefieder mehr oder weniger mähnen- oder krausenartig aufgebauscht ist. 
Bauchwamme: Bei Gänsen hängende Hautfalte am Unterleib. (Rassebezogen einfach oder doppelt). 
Becherkamm: Am Schnabel einfach beginnender Kamm, der sich nach der ersten oder zweiten Kammzacke zu einem becherförmigen Kamm teilt. 
Behang: Verlängerte, zugespitzte Federn am Hals der Hühner, bei Hähnen auch am Unterrücken (Sattel), das sog. Schmuckgefieder. 
Besichelung: Haupt- und Nebensichelfedern am Schwanz des Hahnes mit Ausnahme der hennenfiedrigen Hähne.
Bestrümpfung: Kurze Befiederung der Läufe, die sich bis auf die Außenzehen erstrecken kann. 
Bindenfedern: Oft abweichend gefärbte Deckfedern der Armschwingen bzw. deren Zeichnung (Säumung, Perlung).
Blätterkamm: Zwei nebeneinander liegende Kammblätter mit mäßig großen Einzackungen. (vgl. Schmetterlingskamm)
Bohne: Hornspitze am Schnabel des Wassergeflügels, teils farblich von der Schnabelfarbe abweichend. 
Bommeln: Beidseitiger Kopfschmuck bei Araucana und Zwerg-Araucana in Verbindung mit den Ohrlappen. 
Borsten: Aufrecht stehende, schmale, harte Federn am Hinterhals bei Perlhühnern. 
Brille: Weiße Zeichnung um die Augen der rehfarbigen Laufenten. 
Bronze:
1. Farbenschlag bei Puten, → Bronzepute
2. etwas dunklere, meist geduldete Färbung des Schwanzes bei gelben Hähnen,
3. fehlerhafter Braunton in schwarzem Gefieder.

Brustbüschel: Roßhaarähnlicher Haarbüschel an der Brust bei den Hähnen der Puten, auch bei alten Putenhennen vorkommend. 

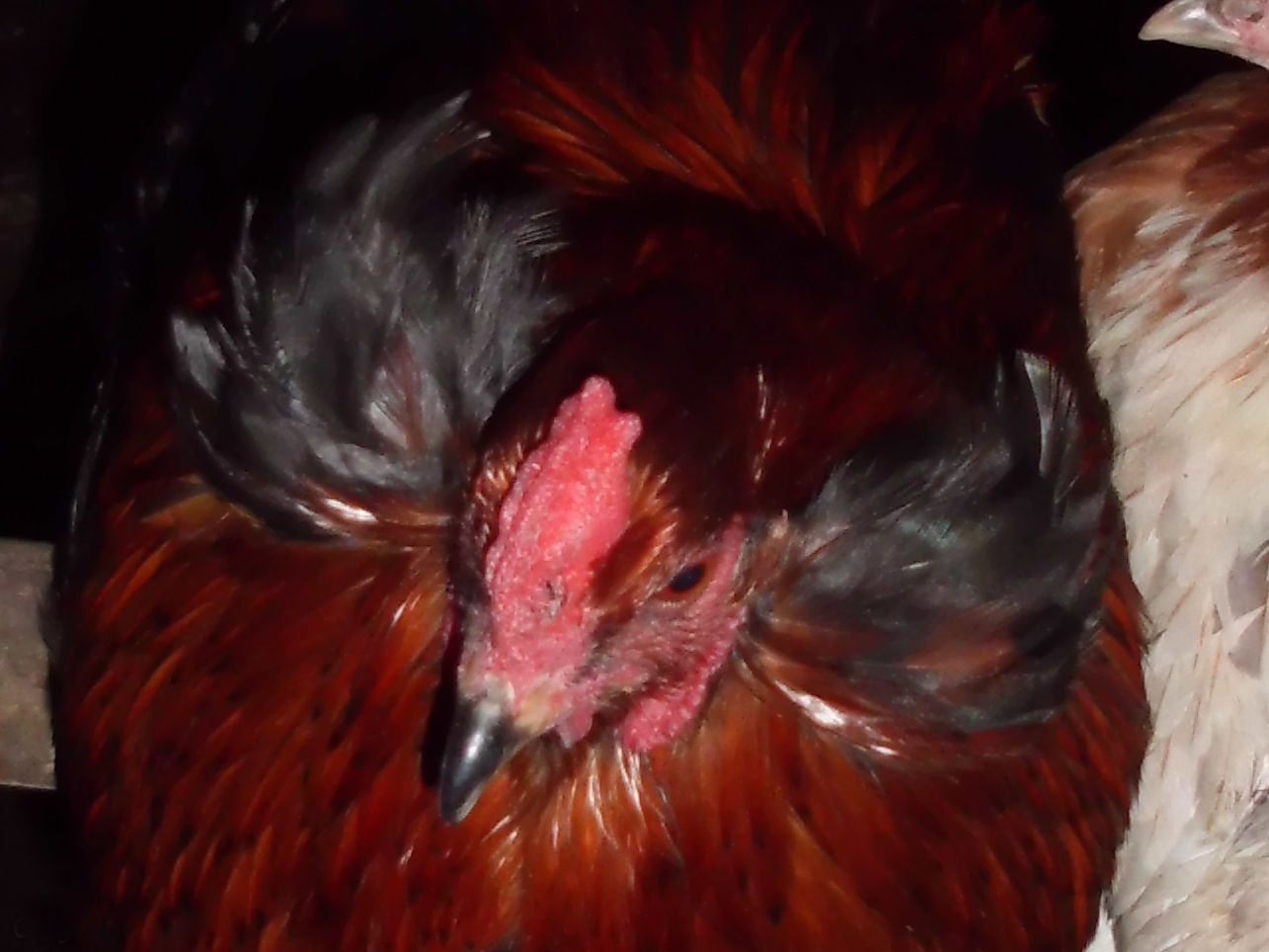
Araucanahenne mit schwarzen „Bommeln“
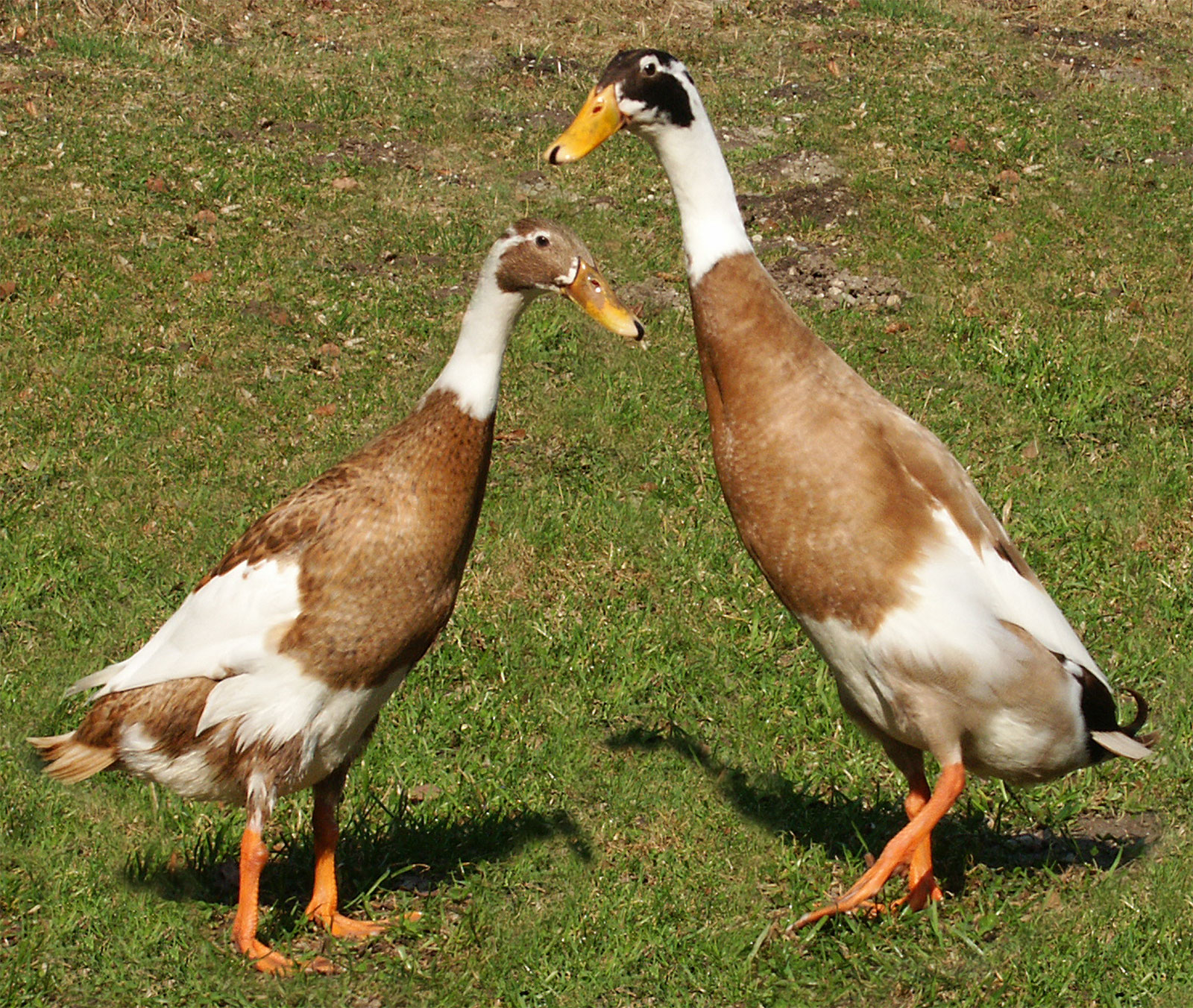
Rehfarben-weißgescheckte Laufenten mit „Brille“
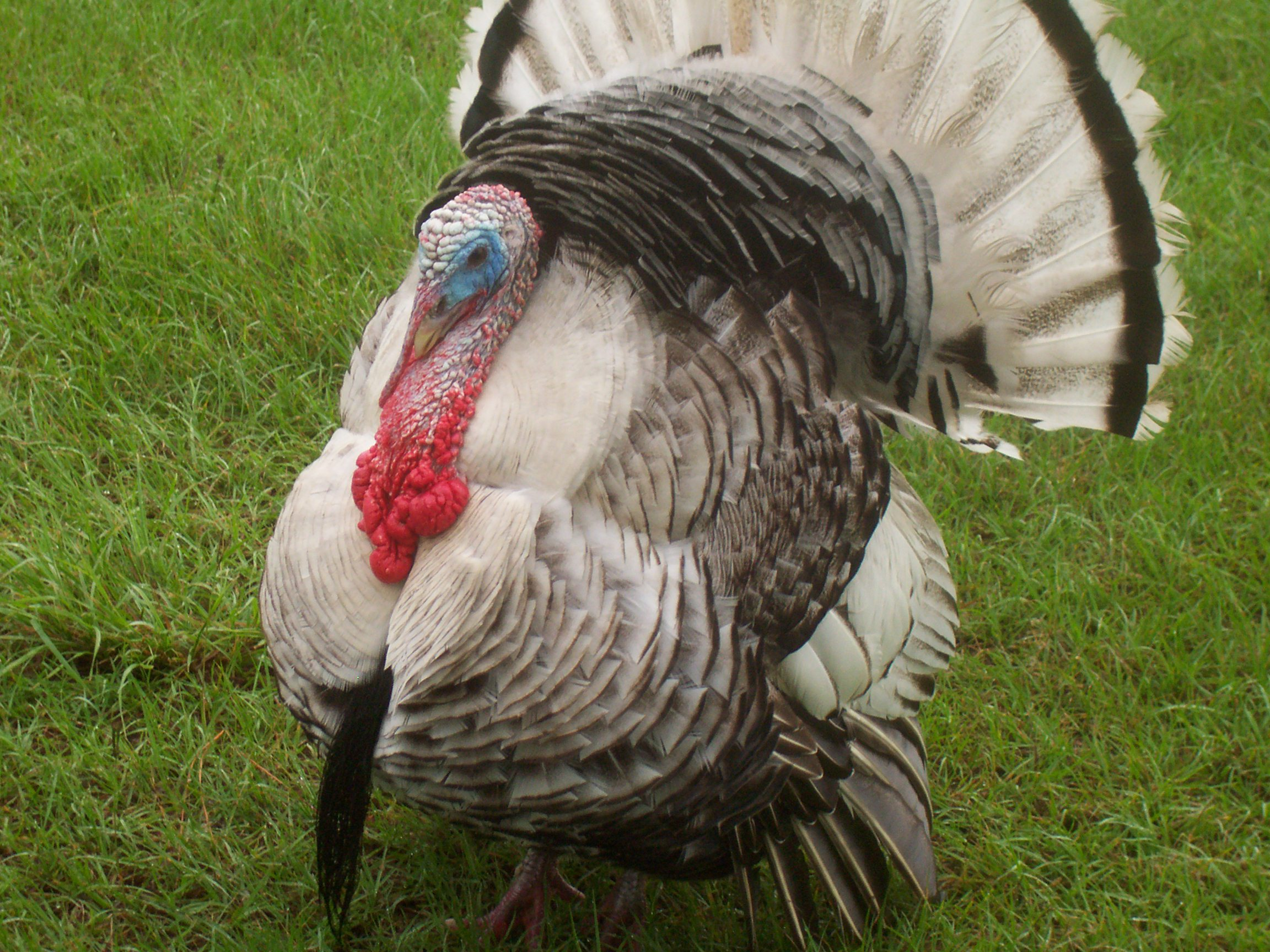
Puter mit „Brustbüschel“

Brustkiel:
1. Eine von der Brust teils bis zum Hinterteil durchlaufende Hautfalte – den Kiel bildend – besonders bei Wassergeflügel.
2. Stark hervortretendes Brustbein mit abstehender Federstruktur (meist fehlerhaft).

Büschelkamm: Mehrere seitliche Auswüchse an der Kammfahne beim Einfachkamm oder am Dorn beim Rosenkamm. 
Bug: Siehe Flügelbug
Buschschwanz: Dürftig ausgebildeter Schwanz mit durcheinander liegenden Federn. 

## C
Columbiazeichnung: Auf Hals, Schwanz und Schwingen begrenzte, sichtbare schwarze oder blaue Zeichnung. 
Cremefarbe: Blassgelber Farbton. 

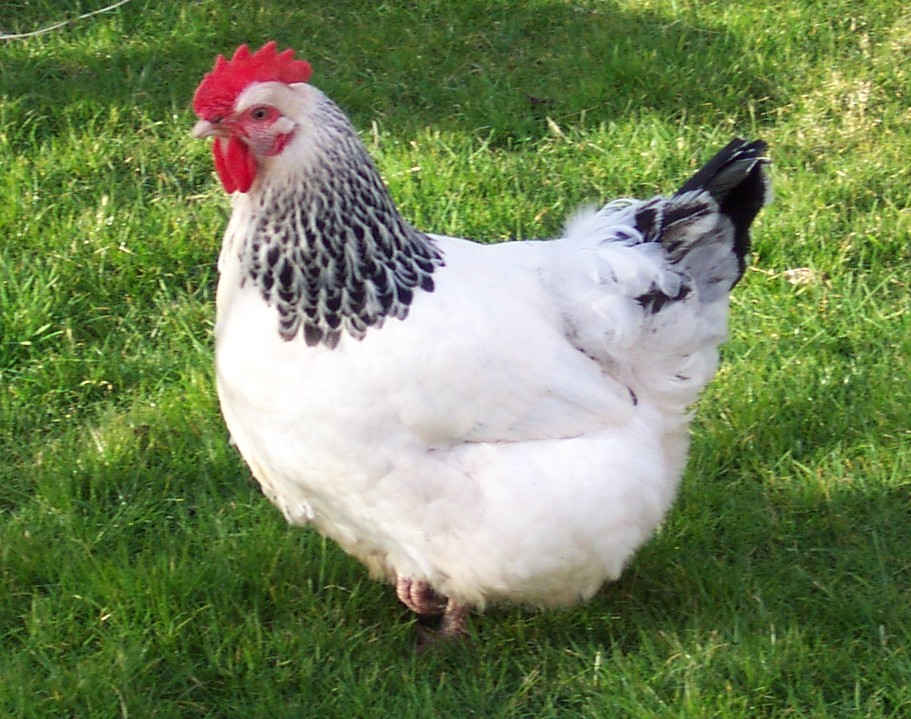
Sussex-Henne mit Columbiazeichnung
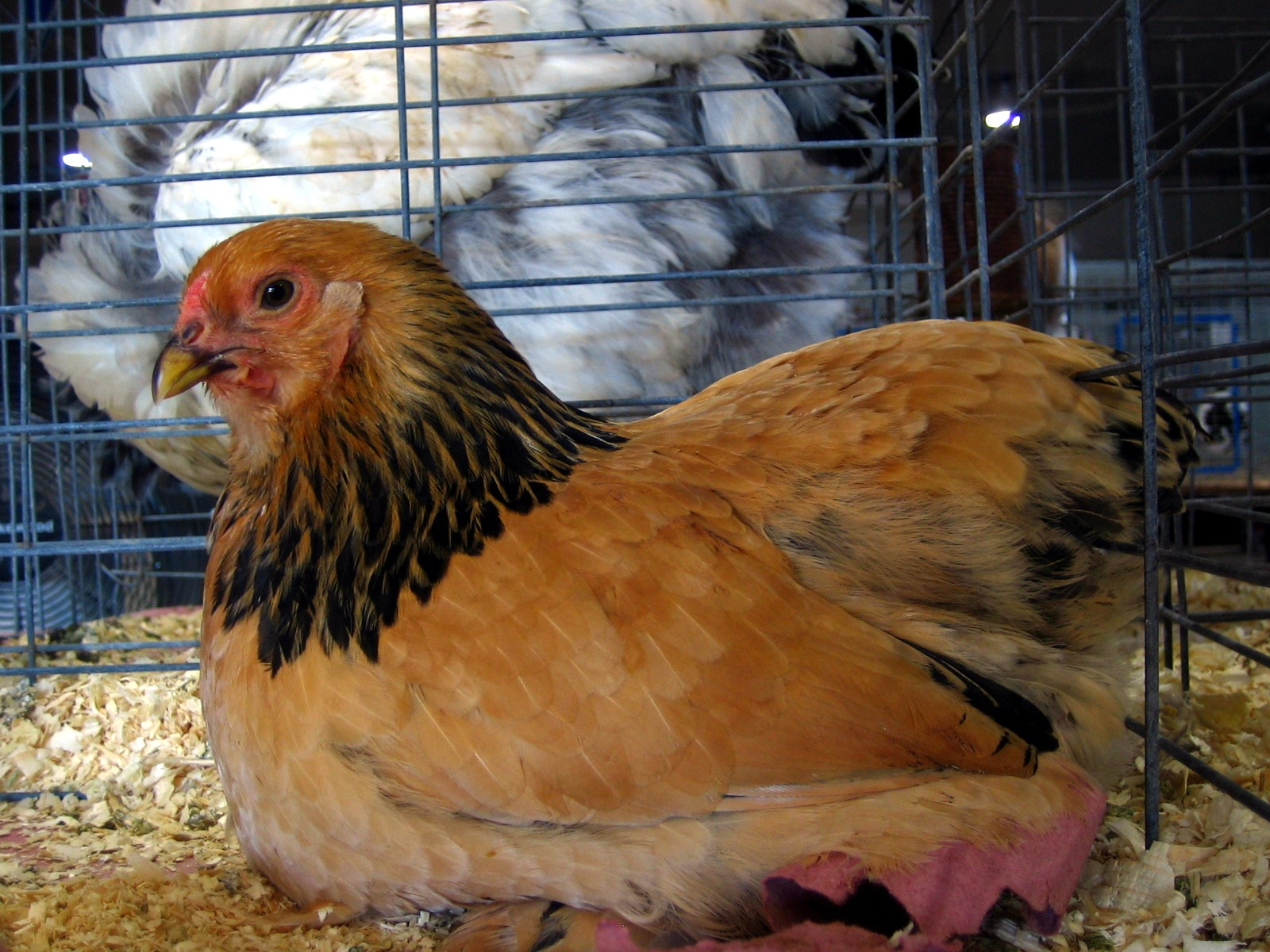
Zwerg-Brahma mit Columbiazeichnung

## D
Dachschwanz: Horizontale Stellung der Steuerfedern bei beiden Geschlechtern, der Hauptsicheln bei Hähnen oder der großen Schwanzdeckfedern bei Hennen. 
Daumenfedern: Kleine Gruppe von Federn am Grund der Handschwingen, am Daumenknochen sitzend. 
Daunen:
1. Flaum der frisch geschlüpften Küken.
2. Teil der Federn beim Wassergeflügel, vgl. Daune

Decken:
Dobbelung: Gröbste Form der Säumung bei Bergischen Rassen (Bergischer Kräher, Bergischer Schlotterkamm und gedobbelter Krüper). Einer Tupfenzeichnung ähnlich liegt innerhalb des schwarzen Federkleides ein silberweißer oder gelbbrauner Fleck in Größe eines Fünfpfennigstückes. 
„Dobbeln“ 

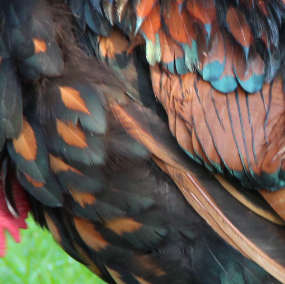
Dobbelung, links im Brustgefieder erkennbar

1. "Dobbelsteen" niederländisch Würfel; "Dobbelen" niederländisch mit Würfeln spielen, Würfel werfen
2. Nach deutschen Angaben: runde Holzscheiben zu einem mittelalterlichen Brettspiel.

Die typische Dreibogenlinie eines bergischen Krähers

Doppeldorn: Siehe auch Mehrfachdorn. 
Doppelsaum: Wiederkehr der Saumzeichnung in der Feder. 
Doppelsporn: Aus derselben Wurzel an den Innenseiten der Läufe wachsende zwei Sporne; vorkommend bei einigen Kämpferrassen bzw. Rassen mit Kämpfereinschlag; ansonsten ein Fehler. 
Doppelwamme: Bei Gänsen zweifach, schalenförmig ausgebildete Bauchwamme, hinten geschlossen.
Doppelzacken: Zwei aus gleichem Grunde aufsteigende Kammzacken. (Ausschlussfehler). 
Dorn: Der in eine ungeperlte Spitze auslaufende Endteil des Rosenkammes. 
Dreibogenlinie: Die leicht gewölbte Oberlinie von Hals, Rücken und Schwanz der Malaien, Ayam pelung und bergischen Kräher. 
Dreieckstyp: Tiere mit zu flacher Brust und knappem Bauch, also in der Unterlinie zu kurz. 
Dreifarbig: Porzellanfarbig oder Bunt. 
Dreiklang: Farblicher Unterschied zwischen Halsbehang, Sattelbehang und Flügeldecken beim Hahn. (Rassemerkmal bei New Hampshire und Zwerg-New-Hampshire). 
Drehfedern: Federn, deren Schaft in sich verdreht sind. 
Duff: Glanzlose Farbe des Gefieders. 

## E
Eichhornschwanz: Über die Senkrechte hinaus nach vorn getragener Schwanz.
Einfachkamm: Stehkamm bestehend aus dem Kammblatt, den Kammzacken und der Kammfahne. Unterschiedlich in Größe und Form. 
Eingerissene Bohne: Hellhornfarbiges Segment in der schwarzen Schnabelbohne bei Steinbacher Kampfgänsen. 
Einriß: Andersfarbige(r) Strich(e) in der Schnabelbohne beim Wassergeflügel. 
Elsterscheckung: Zeichnung bei Altrheiner Elsterenten (= Magpie-Enten). 
Emaille:
1. Lederartige, glänzende Haut der weißen Ohrscheiben;
2. Weiße Einlagerungen in roten Ohrlappen.

Endsaum: Bezeichnung des andersfarbigen Endes einer Feder. 
Entenfuß: Am Fuß innen anliegende Hinterzehe bei Hühnern und Zwerghühnern. 
Erbsenkamm: Niedriger Kamm aus drei geperlten Reihen, deren mittlere die höchste ist. 
Erpel: Männliche Ente. 

## F
Fächerschwanz: Fächerartig auseinanderstehende Steuerfedern bei Hühnern und Zwerghühnern. 
Fahne:
1. Federstrahlen beiderseits des Federkiels;
2. der hintere, freistehende oder aufliegende Teil des Kammblattes.

Fasanenschwanz: Sehr flach, annähernd waagerecht getragener Schwanz, besonders bei langer Befiederung. 
Federfüße: Siehe Latschen und Rauhfüßigkeit. 
Federkappe: Mit Federn besetzter Teil des Schädels bei Nackthalshühnern und Zwerg-Nackthalshühnern. 
Federkiel: Auch Federschaft genannt, an dem die Äste mit Nebenästen und Häkchen befestigt sind. 
Federstruktur: Unterschiedliche Ausbildung der Federn (z. B. glatt, gelockt, seidenfiedrig, hart, weich). 
Federquasten: Siehe Bommeln. 
Fersengelenk: Gelenk zwischen Unterschenkel und Lauf; fälschlich oft Knie genannt. 
Finkenzeichnung: Endzeichnung der Armschwingen bei getupften Farbenschlägen. 
Fischauge: Grünlich-weiße Iris (Ausschlussfehler).
First: Die obere Kante des Schnabels. 
Fischrücken: Auffällige Wölbung eines relativ langgezogenen Rückens. Wird meistens als Fehler betrachtet, außer bei Rassen mit einer Dreibogenlinie. 
Flanke: Die Seite des Geflügelkörpers. 
Flankengefieder: Siehe Tragefedern. 
Flaumgefieder: Verdeckter, nicht zur Fahne ausgebildeter Teil der Feder. 
Fleischfarbig: Bezeichnung der Lauffarbe bei einigen Hühnerrassen. Die Schuppen sind weißlich; bei den Hähnen befinden sich oft rötliche Streifen an der Außenseite des Laufes. Bei einigen Rassen wird diese Lauffarbe als weiß bezeichnet. 
Fleischwarzen: Warzenartige Fleischerhöhungen am Kopf der Pute. 
Fleischwulst: Sehr starke Erhöhung anstelle des fehlenden Kammes bei Paduanern (Kleine fleischige Unebenheiten gelten nicht als Fehler.)
Fleischzapfen: Ein am Stirnansatz befindlicher Fleischteil bei Puten, der sich in Erregung vergrößert.
Flitter: Heller, glänzender, zeichnungsloser Rand bei gerieselten Federn. 
Flockung: Zeichnungsart einiger nordwesteuropäischer Rassen. Auf beiden Federfahnen liegen zwei oder drei andersfarbige ovale Flecken frei hintereinander ohne den Federrand oder Federschaft zu berühren. Das Federende entspricht stets der Hauptfarbe. 
Flügelbinden: Aus den Bindenfedern gebildet. 
Flügelbogen: Wölbung des Flügels zwischen Schulter und Handgelenk durch gebogene Form der Unterarmknochen (Elle und Speiche). 
Flügelbug: Vorderer, vom Handgelenk gebildeter Bogen. Bei Kämpfern etwas abstehend. 
Flügeldreieck: Sichtbare Außenfahne der Armschwingen, die oft abweichend angefärbt sind. 
Flügellücke: Lücke zwischen den Hand- und Armschwingen infolge Fehlens der Axialfeder.
Flügelrose:
1. unregelmäßige Ansammlung einiger andersfarbiger Federn auf den Flügeldecken.
2. Kahlstellen auf den Flügelknochen bei verschiedenen Kämpferrassen.

Frisur: Die verlängerten Nackenfedern bei Deutschen Pekingenten und Warzenenten; bei anderen Rassen fehlerhaft. 

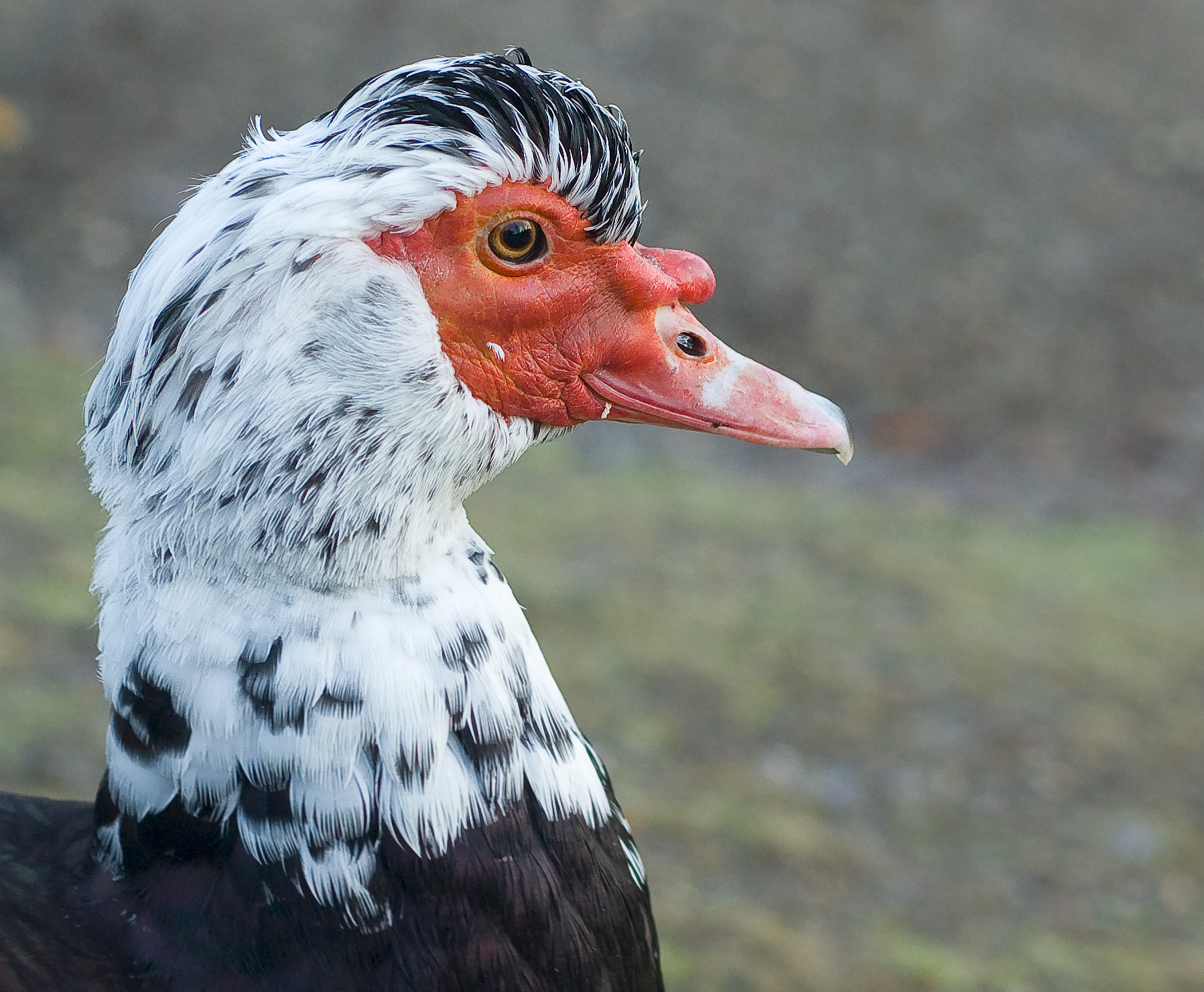
Warzenente mit „Frisur“
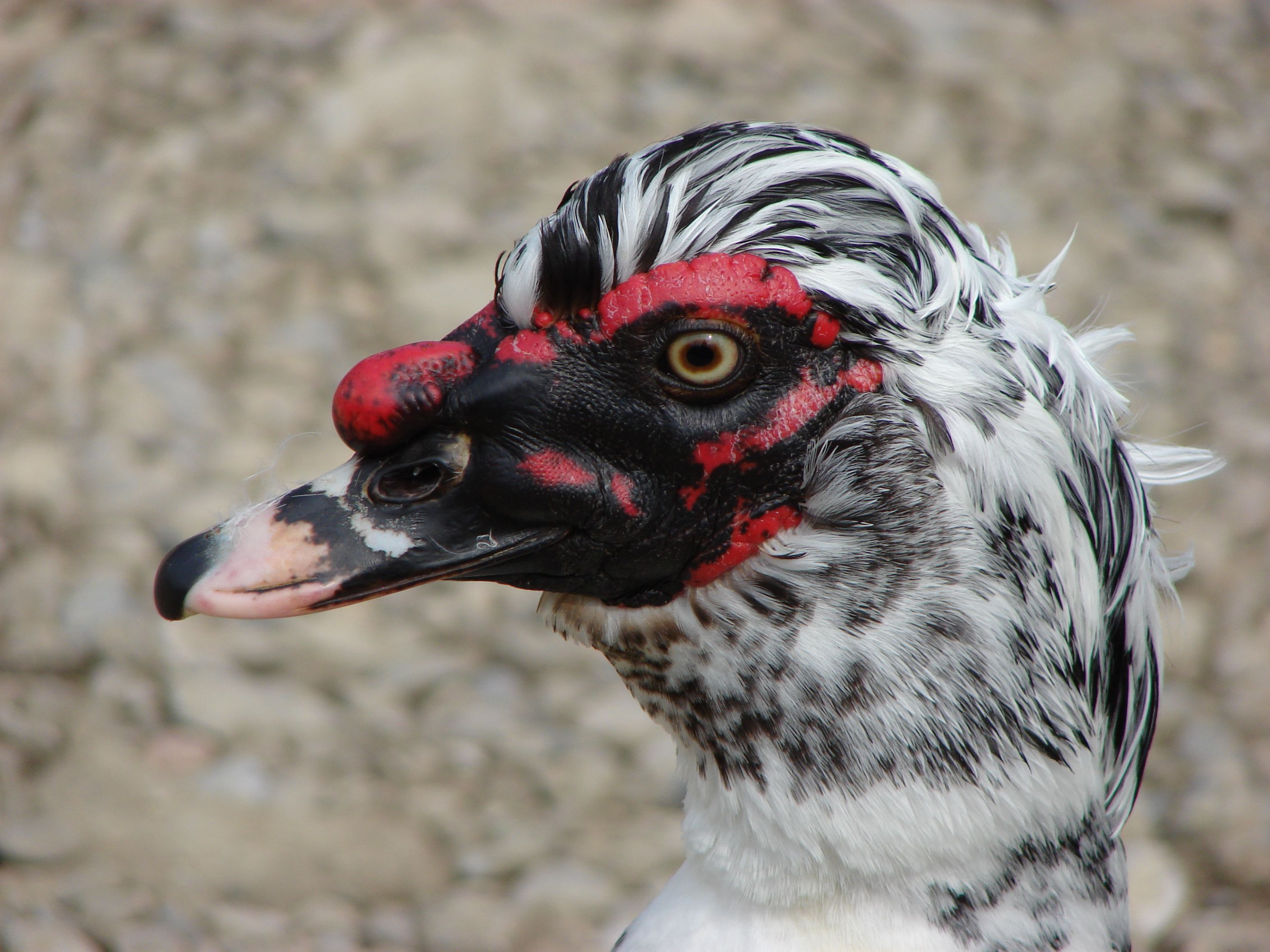

Fünfzehige Füße: In den Vorderzehen normal, die fünfte Zehe unmittelbar über der Hinterzehe ist länger als diese und muss einen Nagel tragen sowie von der Hinterzehe getrennt sein. 
Fußballengeschwulst: Siehe Ballengeschwulst.
Fußbefiederung: Siehe Latschen und Rauhfüßigkeit. 
Fußwerk: Bezeichnung für die gesamte Fußbefiederung einschließlich Stulpen bei stark belatschten Rassen. 

## G
Gabelzacken: Siehe Doppelzacken.
Ganter: Männliche Gans. 
Gardinenfedern: Federn mit mangelhafter Verästelung, so dass man durch die Federfahnen hindurchsehen kann. 
Gebiss: Schwarze Gebissleiste an Ober- und Unterschnabel bei Steinbacher Kampfgänsen.
Geierfersen: Das Fersengelenk nach hinten überragende steife Federn, auch Stulpen genannt. 
Genick: Übergang vom Hinterkopf in den oberen Teil des Halses; bei sehr deutlicher Ausprägung auch Hengstnacken genannt. 
Gescheckt: Zeichnung mit meist weißen Federenden in verschiedenen Formen (Flecken, Tupfen) bei sonst einfarbiger Grundfarbe. 
Gesichtsschimmel: Weiße Flecken in der roten Gesichtshaut. 
Geweihkamm: Stärker entwickelter Hörnerkamm (Crève-Coeur). 
Griffelzacken: Nicht keilförmig verlaufende Kammzacken, (von der Zackenspitze bis zum Kammblatt gleichmäßig verlaufende schmale, runde Zacken).
Großes Rad: Große Schwanzfedern bei Puten.
siehe auch: Kleines Rad

## H
Haarbüschel: Siehe Brustbüschel
Hängeflügel: Nach unten getragener Flügel. 
Halbhaube: Weit verbreiteter Ausdruck für vollen Schopf. 
Halbmondzeichnung: Nur das Federende umfassende Säumung. 
Halsbehang: Siehe Behang.
Halskrause: Aufbauschung des Gefieders an der Hinterseite des Halses bei bärtigen Hühnern oder Zwerghühnern. Bei Hennen ist diese durch die breiteren Behangfedern deutlicher ausgeprägt. 
Halsring: Kennzeichen der Erpel bei wildfarbigen und verwandten Farbenschlägen der Enten; bei weiblichen Tieren fehlerhaft (Ausnahme Sachsenenten). 
Handschwingen: Schwingen 1. Ordnung, große Schwingen, Primaries. Die 10 äußeren langen Schwingen von zugespitzter Form, bei geschlossenem Flügel kaum sichtbar. 
Haube: Aufstehendes oder sogar kugelförmig wachsendes, verlängertes Gefieder auf der Schädelkalotte bei Haubenhühnern.
Hautfalte: Siehe Kiel, Position 2.
Hengstnacken: Am Hinterhals ausgebogener Halsbehang.
Hennenfiedrigkeit: Federbildung bei Hähnen, die dem Hennengefieder entspricht, also ohne verlängerte Behangfedern und Sicheln, meist mit der Hennenzeichnung verbunden (Rassemerkmal bei Sebright und hennenfiedrigen Hamburger Gold- sowie Silbersprenkel).
Helm: Hornartiger Höcker auf dem Kopf der Perlhühner. 
Helmhaube: Aufrechtstehende, nach oben spitz auslaufende, an den Seiten zusammengedrückt erscheinende Haube. Die längsten Haubenfedern können nach vorn gerichtet sein. (Rassetypisch bei Brabantern).
Höcker: Halbkugelförmiger Stirnwulst der Höckergänse.
Hörnerkamm: Aus zwei runden, aufgerichteten Hörnern bestehender Kamm, gerade oder V-förmig angeordnet. 
Hornfarbig: Farbe von Schnabel oder Zehennägeln (hell- bis dunkelgrau).
Hufeisenzeichnung: Halbmondzeichnung. Bei Sprenkelhühnern aumähnliche Zeichnung statt Bänderung oder Flockung. 
Hummerschwanz (Cubalaya): Dachförmig gewölbte Anordnung der gespreizten Steuerfedern; wird in einer Linie mit der abfallenden Rückenlinie oder darunter getragen. 

## I
Iris: Regenbogenhaut des Auges, die die Augenfarbe bestimmt. 

## J
Jubilee: Rotweißer Farbenschlag der Indischen Kämpfer und -Zwerg-Kämpfer

## K
Kämpfertyp: Hochgereckte Hühnerform mit ausgeprägter Schulterung, abfallendem Rücken und teils tief getragenem Schwanz sowie hartem Gefieder und teilweise nackten Stellen auf Brust und Flügeln. 
Kalkbeine: Durch Milben verursachte kalkartige Wucherungen unter den Schuppen der Läufe.
Kammauswüchse:
1. Seitliche Auswüchse am Stehkamm;
2. Auswüchse am Dorn des Rosenkammes. (Siehe auch unter Büschelkamm)

Kammbeule: Einbuchtung des Kammblattes.
Kammbasis: Der Teil des Kammes, der auf dem Schädel sitzt.
Kammblatt: Der untere, zackenlose Teil des Kammes.
Kammdorn: Dornförmige Spitze am hinteren Ende des Rosenkammes.
Kammfahne: Der hintere, freistehende oder aufliegende Teil des Kammblattes.
Kammfront: Vorderkante des Kammes über dem Schnabel. 
Kammstützen: Vertikale Verdickung an den vorderen Seiten des Kammblattes; häufig fehlerhafte Einbuchtungen (Kammmulde) einschließend. 
Kammulde: Fehlerhafte Einbuchtung auf der Oberseite des Rosenkammes.
Kammzacken: Siehe Zacken.
Karpfenrücken: Siehe Fischrücken
Kastenform: Waagerecht getragener Rumpf mit gerader Oberlinie und parallel verlaufender Unterlinie bei recht tiefer Brust. 
Kaulbildung: Schwanzlosigkeit bei Hühnern und Zwerghühnern. (siehe auch: Kaulschwänzigkeit)
Kehlwamme: Auffällige Hautentwicklung an der Kehle. (Bei wenigen Rassen Rassemerkmal, bei den anderen fehlerhaft, vgl. den jeweiligen Standard)
Keil: Unterschwanz
Keilschnabel: Schnabelform bei Laufenten.
Kiel:
1. Schaft der Feder (siehe auch: Federkiel);
2. Von der Brust bis zum Hinterteil durchlaufende Hautfalte, z. B. Forderung bei einigen Entenrassen.

Kinnbart: Teil des Bartes unterhalb der Kehle. 
Kippflügel: Seitlich herausgestellte Handschwingen (auch Sperrflügel oder Säbelflügel genannt). 
Kissen: Durch volles Flaumgefieder aufgebauschte Federpartie; (in wenigen Fällen Rassemerkmal, meistens fehlerhaft).
Klappkamm: Nach der Seite umliegender Einfachkamm. 
Kleines Rad: Große Schwanzdeckfedern bei Puten. (vgl. auch: Großes Rad)
Knebelbart: Zottelförmig herabfallender Kinnbart, der mehr oder weniger vom Backenbart getrennt ist. 
Kondition: Ausdruck des Gesundheitszustandes und Wohlbefindens des Tieres. 
Konstitution: Ererbte körperliche Beschaffenheit. 
Kopfplatte: Mit farbigen Federn besetzter Teil des Kopfes bei Enten mit Elsterzeichnung. 
Krähenkopf: Zu langer, schmaler meist mit eingefallenem Gesicht und sehr langem, geradem Schnabel.
Krähenschnabel: Langer, dünner und gerader Schnabel.
Kragen: Der untere Teil des Halsbehanges bei Hühnern und Zwerghühnern. (Teils Rassetypische Zeichnung, meist aber fehlerhaft).
Kragenschluss: Bei der Columbiazeichnung das Zusammentreffen der Zeichnung am Vorderhals. 
Krausenfleck: Rotbrauner, manchmal verdeckter Fleck beiderseits des Halsgefieders bei Hähnen der lachsfarbigen Farbenschläge. 
Krawatte: büschelartiger Gefiederrest am Vorderhals der Nackthalshühner. (Rassemerkmal beim französischen Cou-Nu du Forez, fehlerhaft beim Siebenbürger Nackthalshuhn)
Kreuzschnabel: Verkrüppelung, bei der die Spitze des Oberschnabels seitlich an der des Unterschnabels vorbeigeht. 
Kruppe:
1. Sattelpartie mit starker Kissenbildung.
2. Schwanzform, z. B. bei Orpington oder Zwerg-Cochin, bei der der höchste Punkt in der Mitte liegt.

## L
Lachsbrust: Brustfarbe bei Hennen mit Wild- und verwandten Färbungen. 
Lack: Starker Glanz des Gefieders. 
Lackung: Großer, kreisrunder oder ovaler schwarzer Fleck am Federende auf silberner oder goldener Hauptfarbe. 
Landhuhnform: Form der leichten bis mittelschweren Rassen mit fast waagerecht getragenem Rumpf von mittlerer Länge, tiefer Brust und vollem Sattel; sowie vollem Bauch bei Hennen. 
Lanzettform: Sehr spitz auslaufende Federform. 
Latschen: Starke Fußbefiederung, die auch die Mittelzehen erfasst. 
Latz: Weiße oder farbige Zeichnung am Vorderhals in der gleichen Farbe des Kopfes.
Lauf: Allgemeine Bezeichnung für den Teil des Fußes zwischen Fersengelenk und Zehen. 
Locken: Die gekrümmten Federn im Oberschwanz des Erpels, außer bei Warzenenten. 
Lockung:
1. Nach außen aufgerolltes Gefieder bei Hühnern und Zwerghühnern;
2. Spiralartig gedrehte lange, weiche Federn bei Lockengänsen.

Löffelschnabel: Nach vorn verbreiteter Entenschnabel mit durchgebogener Firstlinie.
Lyraform: Form von Hühnerrassen mit nach vorn und hinten gleichmäßig ausgebogener Rückenlinie. 

## M
Mähne: Volle etwa aufgebauschte Halsbefiederung, insbesondere bei bärtigen Hühnern und Zwerghühnern. 
Mantelgefieder: Allgemeine Bezeichnung für das Rücken-, Sattel-, Flügel- und Seitengefieder. 
Maske:
1. Federfreies Gesicht bei Warzenenten;
2. die glaceartige Gesichtsfläche bei Spaniern

Markant: Hervortretend oder hervorstehend ausgeprägt. 
Matt: Glanzlose Farbe.
Maulbeerfarbig: Blaurote bis schwärzlichblaue Färbung des Gesichts bzw. des Kammes bei einigen Hühnerrassen. 
Maulbeerkamm: Querliegender Rosenkamm mit warzenartigen Wucherungen ohne Dorn und Perlung; blaurot bis schwärzlichblau.
Mauser: Federwechsel. 
Mausergelb: Gelblicher Schimmer im noch nicht vollkommen durchgemauserten weißen Gefieder. 
Mehlige Farbe: Befiederung, die wie mit Mehl bepudert aussieht, besonders bei roten und gelben Hühnern (auch ausgebleicht).
Mehrfachdorn: In zwei oder mehr Enden geteilter Kammdorn. (Ausschlussfehler außer bei Watermaalschen Bartzwergen). 
Mehrfachsporn: Mehrere aus der gleichen Wurzel auf der Innenseite der Läufe herauswachsende Sporne; vorkommen bzw. gefordert bei einigen Kämpferrassen bzw. Rassen mit starkem kämpferischen Einschlag. Bei anderen Rassen fehlerhaft. 
Melierte Farbe:
1. Siehe mehlige Farbe
2. verschiedene Schattierung eines Tones, der einfarbig gewünscht wird.

Messingfarbe: Sehr helle Goldfarbe, meist fehlerhaft. 
Mittelmeerrassen: Italiener, Leghorn, Minorka, Andalusier, Spanier, Kastilianer, Katalanier. 
Moos: Schwarze, unregelmäßige Einlagerungen in andersfarbigen, einfarbig geforderten Teilen einer Feder. 
Mulde: Seitliche Einbuchtung bei Stehkämmen oder Vertiefung in der Oberfläche des Rosenkammes.

## N
Nagel:
1. Schnabelbohne beim Wassergeflügel
2. Allgemeiner Sprachgebrauch beim Rassegeflügel für die Krallen.

Napfkamm: Mit Kammfleisch ausgefüllte Mulde (Rudiment) bei kammlosen Hühnern (Breda).
Nasensattel: Oberflächliche der aufgeweiteten Nasenlöcher bei Haubenhühnern. 
Nebenzacken: Zacken, die den erwünschten regelmäßigen Schnitt bei einfachkämmigen Rassen stören. 
Negerauge: Bezeichnung für schwärzliche Iris, die von einem dunkelfarbigen Ring umgeben ist.
Negergesicht: Schwärzliche anstelle von roter Gesichtsfarbe. 
Nelkenkamm: Siehe Wulstkamm.
Nervzeichnung: Helle, schmale Kielzeichnung im Gefieder wildfarbiger Farbenschläge. 

## O
O-Beine: Oben nach außen gestellte Laufbeine, dadurch auseinandergedrückte Fersengelenke. 
Oberfarbe:
1. Im ganzen die Färbung des sichtbaren Teils des Gefieders;
2. bei Hannen die Färbung des Mantelgefieders.

Ohr: Gehörorgan seitlich beiderseits am Kopf mit kleinen Federchen bedeckt. 
Ohrlappen: Schmal zusammengelegte, rote Hautfalten. 
Ohrscheiben: Breiter und abgerundeter als Ohrlappen, glatt, weiß. Rot fehlerhaft. 

## P
Pausbacken:
1. Backenbart;
2. frühere Bezeichnung der Thüringer Barthühner.

Perlauge: Sehr helle, elfenbeinfarbige oder weißliche Iris. 
Perlen:
1. die weißen Tupfen bei porzellanfarbigen Farbenschlägen;
2. die weißen Perlen im Gefieder der Perlhühner;
3. die einzelnen Fleischwarzen des Rosenkammes.

Perlfeld: Zeichnung des Unter- und Seitengefieders bei wildfarbigen Erpeln. 
Peitschenschwanz: Langer, schmal angesetzter Schwanz mit schmalen Steuerfedern und schmaler Besichelung. 
Pfefferung:
1. Feine, kleine schwarze Pünktchen, auch als Rieselung bezeichnet, in den Federn des Mantel- und Flügelgefieders bei Hennen der wildfarbigen und silber-wildfarbigen Farbenschläge bzw. blaue Pünktchen bei den Blauvarianten.
2. Fehlerhafte andersfarbige Punkte, Flecke oder Sprenkel in einfarbigen Federteilen.

Pigment: Farbstoff in den Federn, Haut, Läufen, Schnabel, Zehennägeln und Iris. 
Platte: Stark abgeflachter Scheitel beim Wassergeflügel.
Polster: Stark ausgebildetes, weiches Schenkelgefieder oder stark ausgebildetes, aufgebauschtes Sattelgefieder. (Rassemerkmal z. B. bei Cochin, meistens jedoch fehlerhaft). 
Primärschwingen: Siehe Handschwingen. Abgeleitete Bezeichnung aus Standards in englischer oder französischer Sprache. 
Proportion: Vergleich von Größen- bzw. Maßenverhältnissen zueinander. 
Protuberanz: Starke Schädelerhöhung bei Haubenhühnern; fehlerhaft bei Rassen mit Schopfbildung. 
Pupille: Runde Sehöffnung des Auges. 
Pupillenveränderung: Nicht kreisrund ausgebildete Pupille, sondern schlitzförmig oder am Rande eingerissen. 
Purpurglanz: Violetter oder rötlicher Glanz auf schwarzem Gefieder. 
Putzen: Das Entfernen einzelner Federn zur Verbesserung des Zeichnungsbildes, indem die Feder kurz über der Haut abgeschnitten wird. 

## Q
Quersattel: Vertiefung auf dem Schnabelrücken, rassetypisch z. B. bei La Flèche und Houdan.
Quetschfalte:
1. Beim Schädeldach gleichlaufende Verdickung am Grunde von Stehkämmen;
2. Kammfront bei Altsteirer- und Sulmtalerhennen

Quirlhaube: Haube mit wirr stehenden, nach allen Richtungen weisenden Federn. 

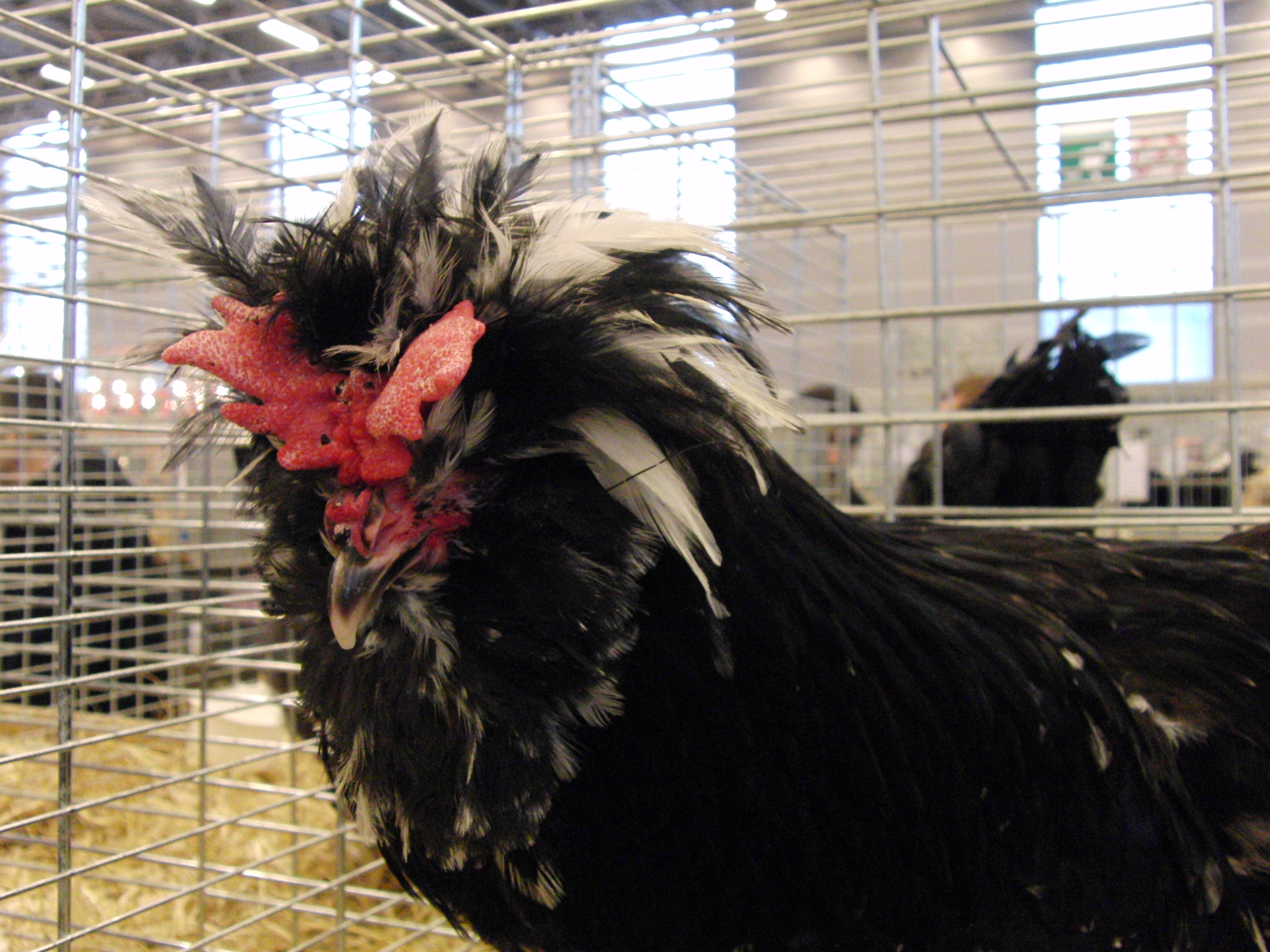
Houdan
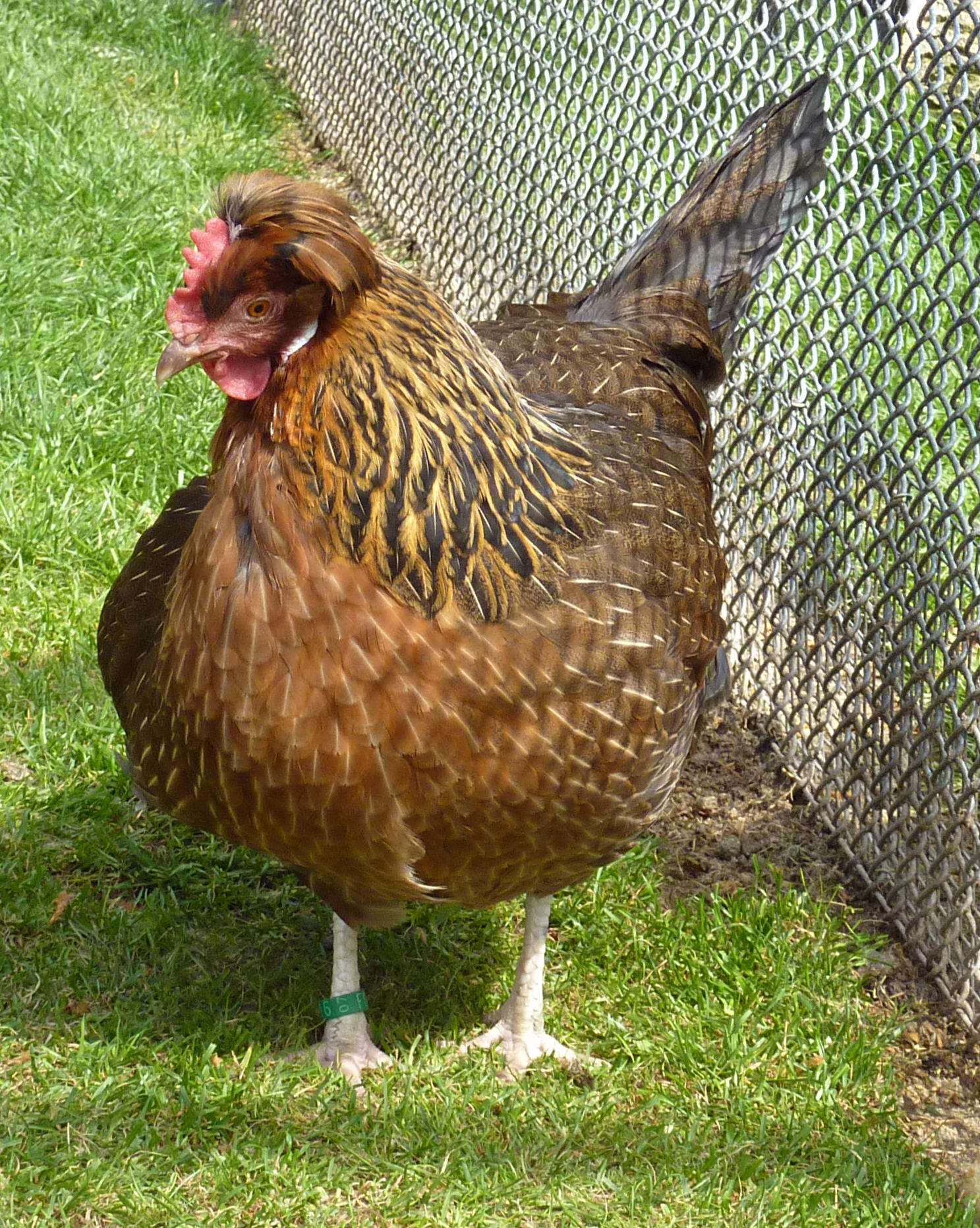
Altsteirerhenne

## R

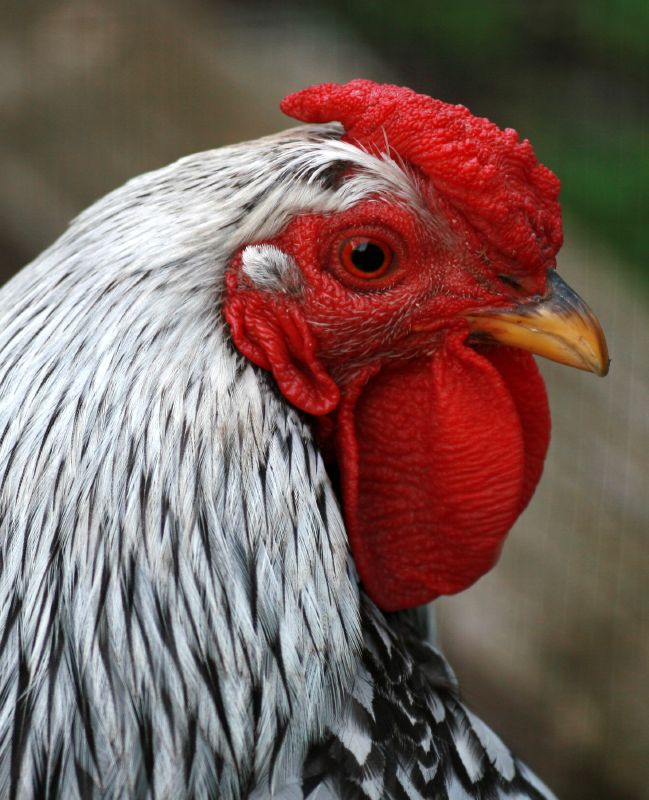
Rosenkamm eines Wyandotte-Hahnes

Ramskopf: Fehlerhaft nach oben gebogene Oberlinie des Schnabels beim Wassergeflügel (Ausnahme: Krummschnabelenten)
Rauhfüßigkeit: Fußbefiederung von geringer Dichte und Länge, nur an der Außenseite des Laufes und der Außenzehe. 
Regenbogenhaut: Siehe Iris
Rieselung: Siehe Pfefferung
Rosenkamm: Kamm aus einer fest auf dem Kopf sitzenden, breit gequetscht wirkenden Fleischmasse. Die Oberseite ist gleichmäßig mit Perlen besetzt. Er läuft nach hinten in einem, je nach Rasse verschieden geformten Dorn aus. Ein grober Fehler ist der Steckdorn, der im Kammende stark verjüngt und merklich abgesetzt mit einer kleinen Perle endet. 
Rost: Färbung zwischen Gelbbraun und dunklem Rotbraun; bei Einlagerung in andersfarbigem Gefieder fehlerhaft; bei Welsumern und Zwerg-Welsumern gefordert. 
Rotscheckig: Alte Bezeichnung für den Farbenschlag Rotgesattelt.
Rumpf: Körper ohne Kopf, Hals, Flügel und Läufe.
Ruß: Fehlerhafte, schwärzliche Fleckenbildung auf der gesamten Feder einschließlich Flaum.

## S
Säbelflügel: Siehe Kippflügel
Sägekamm: Stehkamm mit gleichmäßig nach hinten geneigten Zacken. 
Säumung: Federzeichnung, bei der der Rand eine andere Farbe als das Federfeld aufweist. 
Sattel: Federpartie zwischen Rücken und Schwanz.
Sattelbehang: Behangfedern beim Hahn zwischen Rücken und Schwanzbefiederung. 
Sattelfleck: Andersfarbiger Flecken auf den Schnabel der Enten. 
Schädel: Oberer Teil des Kopfes. 
Schaft: Die hornige Achse der Feder, an deren Seiten die Federfahnen sitzen. 
Schaftstrich: Ein beiderseits dem Verlauf des Federschaftes folgendes, schmales Zeichnungsfeld von abweichender Farbe. 
Scheitel:
1. Obere Begrenzung des Kopfes;
2. Unerwünschte Teilung der Federn einer Haube.

Schenkel: Bedeutet im Standard stets nur den Unterschenkel, da der Oberschenkel bei den Vögeln unter der Körperhaut verborgen liegt. 
Scherenflügel: Ständig unter den Armschwingen gekreuzte Handschwingen. 
Schilf: Weiße oder graue fleckige Einlagerungen in dunklem Gefieder. 
Schimmel: Weiße Einlagerungen im roten Gesicht. 
Schlappkamm: Kamm mit zu dünnem Kammblatt, welches schon an der Basis zu einer Seite fällt.
Schleppflügel: Stark ausgebildeter Hängeflügel.
Schleppschwanz: Stark gesenkter Schwanz, bei dem die Federn den Boden fast berühren oder berühren; meist fehlerhaft.
Schlotterkamm: Der zur Seite überfallende Hennenkamm der großkämmigen Hühner; bei Hähnen stets Fehler. Merkmal und namensbestimmend beim bergischen Schlotterkamm
Schmetterling: Festere und etwas breitere Federn in der Front von Vollhauben, meist andersfarbig abgesetzt. Hier ist ein unsichtbares Putzen gestattet. 
Schmetterlingskamm: Hat die Form zweier nebeneinanderliegender gezackter Blätter (Houdan; vgl. Blätterkamm)
Schmuckgefieder: Hals- und Sattelbehanggefieder bei Hähnen. 
Schnabelbohne oder -nagel: Siehe Bohne oder Nagel.
Schnabeldruck: Beim Wassergeflügel meist fehlerhaft eingebogener Schnabelfirst. 
Schnabelhöcker: Rassemerkmal bei Höckergänsen; bei anderen Rassen Fehler. 
Schnabelwurzel: Ansatz des Schnabels.
Schnippe: Siehe Schmetterling
Schopf: Kleine, nur nach hinten ausgebaute Haube, bei Hähnen wenig auffällig. Er sitzt ohne Schädelhöcker auf. 
Schultern: Der obere Teil des Flügels (Oberarm), mit den kleinen Flügeldeckfedern besetzt. 
Schwanzlocke: Bei Erpeln (außer Warzenenten) zwei nach oben gedrehte Schwanzfedern. Das Fehlen gilt als Fehler. 
Schwanzwinkel: Winkel zwischen Rückenlinie und Schwanzoberlinie. 
Schwertdorn: Seitlich abgeplatteter Kammdorn bei rosenkämmigen Rassen.
Schwimmhaut: Zehenzwischenhaut. 
Seidenfedern: Federn, bei denen die Verästelung keine zusammenhängenden Fahnen bildet, sondern zerschlissen sind. 
Seitengefieder: Siehe Tragefedern
Sicheln:

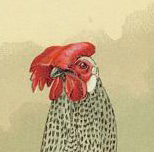
Der bergische Schlotterkamm (Henne)

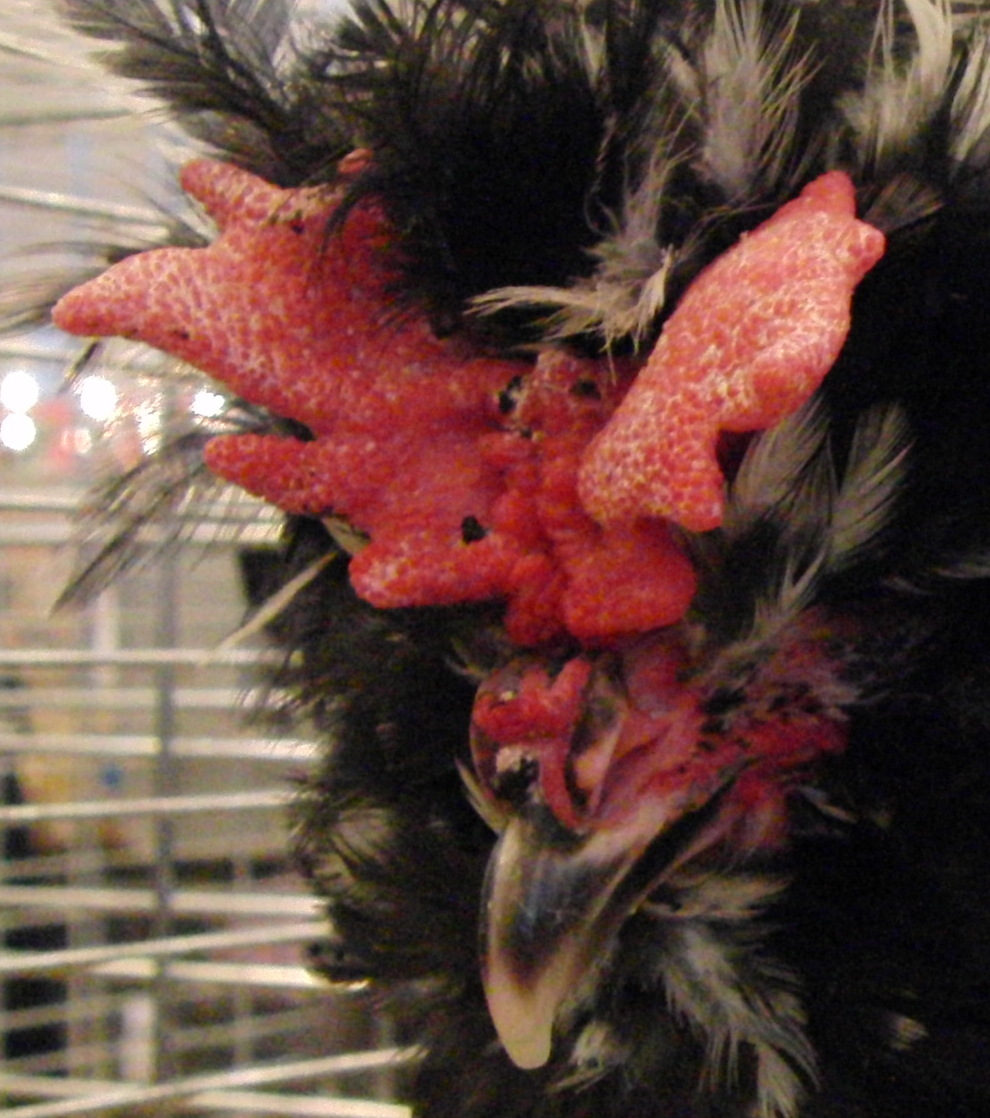
Houdan mit „Schmetterlingskamm“

1. Hauptsicheln: die beiden oberen großen Schwanzdeckfedern des Hahnes;
2. Nebensicheln: Gebogene Schwanzfedern des Hahnes, die die Steuerfedern abdecken.

Spaltbrust: Brustfederrinne oder Busenfalte, meist fehlerhaft. 
Spaltflügel: Unnatürliche, größere Lücke zwischen Hand- und Armschwingen trotz vorhandener Axialfeder. 
Sperberung: Gröbere Form der Streifung, leicht bogig und die Streifen nicht scharf abgesetzt. 
Sperrflügel: Siehe Kippflügel.
Spiegel: Abweichende Färbung der Armschwingen bei Enten. 
Spitzhaube: Aufrechte, nach oben spitz zusammenlaufende Haube, dabei die Federspitzen meist nach vorn gerichtet. 
Sporn: Hornartiger Auswuchs an der Innenseite des Laufes; bei Hähnen gefordert, bei Hennen meist fehlerhaft (Ausnahmen siehe Doppel- und Mehrfachsporn).
Sprenkelung: Scharf markierte, andersfarbige Querbänder auf silberweißer, goldbrauner oder gelber Hauptfarbe. 
Steckdorn: Bei Rosenkämmen in einer Hautfalte versteckt sitzender Dorn. 
Stehkamm: Siehe Einfachkamm
Steilschwanz: Schwanzhaltung, bei der die Steuerfedern fast senkrecht aufwärts streben. 
Steißgefieder: Schwanzgefieder beim Wassergeflügel. 
Steuerfedern: Die eigentlichen Schwanzfedern. 
Stirnbein: Vordere Begrenzung des Schädels zwischen Augenhöhlen und Ansatz des Oberschnabels (Deutlich ausgeprägt bei Haubenhühnern mit aufgeworfenen Nasenlöchern bzw. Quersattel.) 
Stoppeln: Einzelne Federn an den Läufen von Rassen, bei denen glatte Läufe gefordert sind. 
Stoßfeder: Schwanzgefieder bei Enten. 
Sohle: Unterseite des Fußes. Bei einigen Rassen ist eine bestimmte Färbung vorgeschrieben. 
Streifung: Jede Feder in möglichst gleichmäßigem Wechsel mehrfach schwarz und scharf abgesetzt zart bleugrau oder hellgrau quergestreift. Die Streifen verlaufen geradlinig. Das Federende ist immer schwarz. 
Strichelung: Teil der Zeichnung bei weiblichen silberfarbigen Enten. 
Strohfarbe: Mattes, helles Gelb; fehlerhaft. 
Struppfedern: Lockere Federn mit rückwärtiger Krümmung. 
Stützfalten: Senkrecht verlaufende Falten im unteren Bereich des Kammblattes der Hähne bei großkämmigen Rassen. 
Stulpen: Siehe Geierferse

## T
Taschendorn: Siehe Steckdorn
Tollbunt: Hahn und Henne fast gleich gefärbt. Das Gefieder ist zu 50 % hellrotbraun und zu je 25 % schwarz und weiß gleichmäßig verteilt gefärbt. 
Tragefedern: Seitliches Körpergefieder beim Wassergeflügel; schützt die Flügel beim Schwimmen vor Nässe. 
Trapezform: Bezeichnung für die von der klassischen Viereckform abweichende Form bei z. B. den Deutschen Lachshühnern, bei denen das Hinterteil tiefer reicht. 
Treppe: Endzeichnung der Armschwingen bei Puten und einigen Farbenschlägen bei Hühnern und Zwerghühnern. 
Trockener Kopf: Schmaler, schlanker, langgesichtiger Kopf ohne Backen und fest anliegendem Gefieder. 
Tropfenzeichnung: Tupfenähnliche schwarze bzw. blaue Zeichnung unter dem Halsbehang bei Rassen mit Columbiazeichnung. 
Tupfenzeichnung: Andersfarbiger Fleck am Ende der Feder. 
Typ: Gesamterscheinung eines Tieres aus Körperform, Haltung, Kopfpunkten, Stand sowie Schwanzform und -haltung. 

## U
Übergang: Die vom Sattelgefieder gebildete Verbindung zwischen Rücken und Schwanz. 
Untergefieder: Verdeckter Teil des Gefieders; meist ist das Flaumgefieder gemeint. 

## V
V-förmiger Kamm: Hörnerkamm, bei dem die beiden Hörner V-förmig stehen. 
Vollbart: Länglich runder, ungeteilter Bart der meist an den Seiten Pausbacken bildet (Rassetypisch bei Thüringer Barthühnern). 
Vorfleisch: Stärkere Fleischwarze zwischen Oberschnabel und Kammansatz; gleiches gilt auch bei den ansonsten kammlosen Paduanern am Ansatz des Oberschnabels. 
Vorkamm: Teil des Kammblattes vor dem ersten Zacken. 
Vorsaum: Der eigentlichen Säumung vorgelagerter feiner Saum, meist in der Farbe des Mittelfeldes der Feder; fast immer fehlerhaft. 
Vorwamme: Bei Gänsen seitlich vor den Läufen hervortretende Hautfalte; fehlerhaft. 

## W
Walzenform: Seitlich abgerundete Körperform, die durch konvex ausgebildete Flügel und eingebauten Flügelbug unterstrichen wird. 
Wamme: Siehe Bauch-, Doppel-, Kehlwamme.
Weichengefieder: Siehe Tragefedern.
Wickelkamm:
1. Fehlerhafte Kammlage bei zu weichem Kammblatt, bei der der Kamm erst nach der einen und dann nach der anderen Seite umgeschlagen ist;
2. bei Hennen der Altsteirer und Sulmtaler Rassemerkmal.

Würfelform: Körper, der in Höhe. Länge und breite fast gleich lang ist. 
Wulstkamm: Fleischknoten auf dem Vorderschädel ohne hinteren Auslauf. Hinten nicht über das Auge hinausragend. 

## X
X-Beine: Im Fersengelenk eng zusammenkommende Unterschenkel und Läufe. 

## Z
Zacken: Beim Stehkamm die auf dem Kammblatt sitzenden Spitzen; bei Rosenkämmen fehlerhafte, zu lange und spitzige Perlen. 
Zapfen: Fleischzapfen am Stirnansatz der Puten. 
Zehennagel: Siehe Nagel.
Zügel: Siehe Augenstrich.